# Rathaus (Bytom Odrzański)

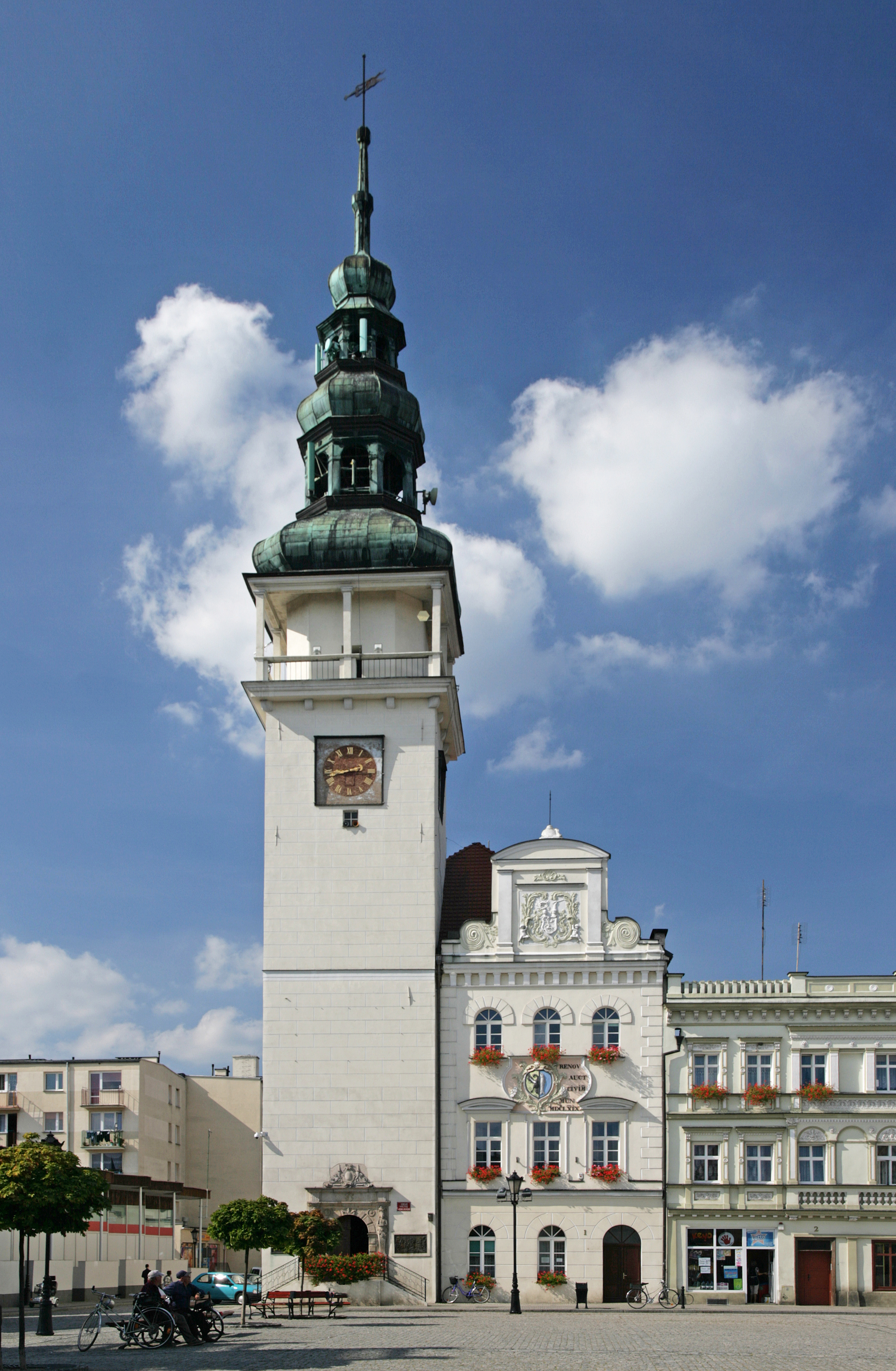
Rathaus von Bytom Odrzański

Das Rathaus von Bytom Odrzański (polnisch Ratusz w Bytomiu Odrzańskim) in Bytom Odrzański (Beuthen an der Oder) gehört zum Powiat Nowosolski der Woiwodschaft Lebus in Polen. Es ist das repräsentativste Gebäude der Stadt und dient bis heute als Sitz der Stadtverwaltung.

## Geschichte
Im Jahr 1483 verlieh der Saganer Herzog Johann II. der Bürgerschaft das Recht zum Bau eines Rathauses. In der zweiten Hälfte des 16. Jahrhunderts gestattete Fabian von Schoenaich den Bürgern einen Neubau in der Mitte des Rings. Erst unter dessen Vetter und Nachfolger Georg von Schoenaich wurde der Bau 1602–1609 im Stil der Spätrenaissance errichtet. Nach einem Stadtbrand 1694 wurde der dreigeschossige Rechteckbau mit Eckturm im Südwesten nach Entwurf des Bunzlauer Architekten Carl Miller bis 1697 wieder aufgebaut. Nach der Mitte des 19. Jahrhunderts erfolgten Innen- und Außenmodernisierungen mit Rundbogenfenstern.
Von den Zerstörungen des Zweiten Weltkriegs blieb das Rathaus verschont. 1950 wurden durch Blitzschlag die Haube des Eckturms und bei deren Absturz der Säulengang zerstört. Der Eckturm mit dreifach gestuftem Zwiebelhelm und Laternen wurde nach einem Brand 1962–1964 rekonstruiert. 1966 wurden die Räume und die Fassade und in den letzten Jahren der Säulengang restauriert.

## Bauwerk
Das Rathaus an der westlichen Häuserzeile des Rings ist ein dreistöckiges Gebäude. Im dekorativen Giebel befindet sich das Wappen derer von Schoenaich als Flachrelief, darunter das Stadtwappen. Im Inneren hat sich der Ratssaal mit der Balkendecke aus dem ersten Rathaus erhalten. Ein charakteristisches Element des Gebäudes ist der siebenstöckige Eckturm auf rechteckigem Grundriss und Arkadengalerie. Eine Treppe führt zum Eingang im Erdgeschoss des Turms, der vor dem Blitzschlag im Jahr 1950 von einem steinernen Vorbau umgeben war. Das Portal zum Turm ist reich verziert, unter anderem mit einer Wappenkartusche, Pilastern in Form von Karyatiden und Rustizierungen.